# Saxifraga hostii
Saxifraga hostii es una especie de planta fanerógama perteneciente a la familia Saxifragaceae originaria de Europa. 

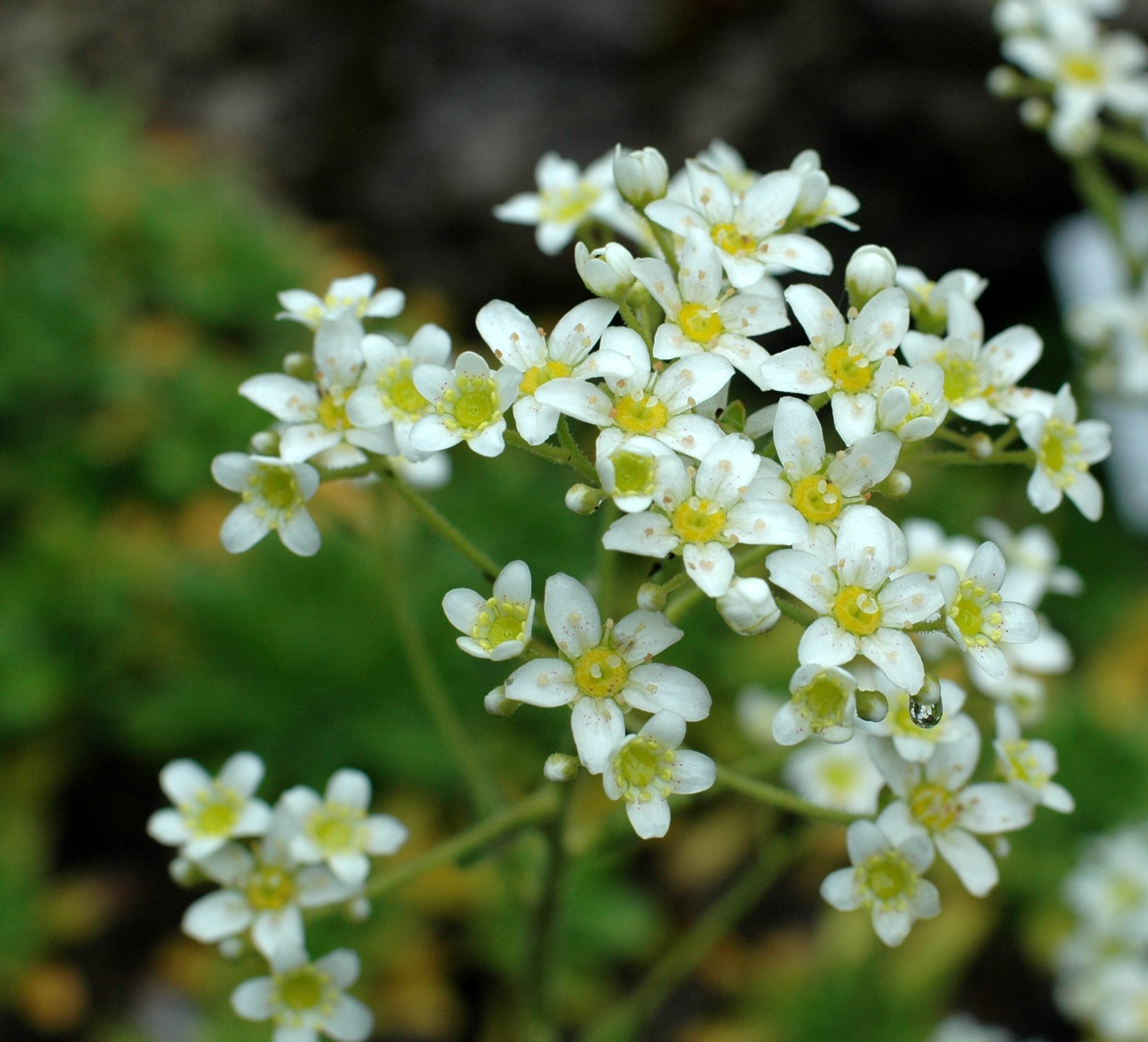
Flores

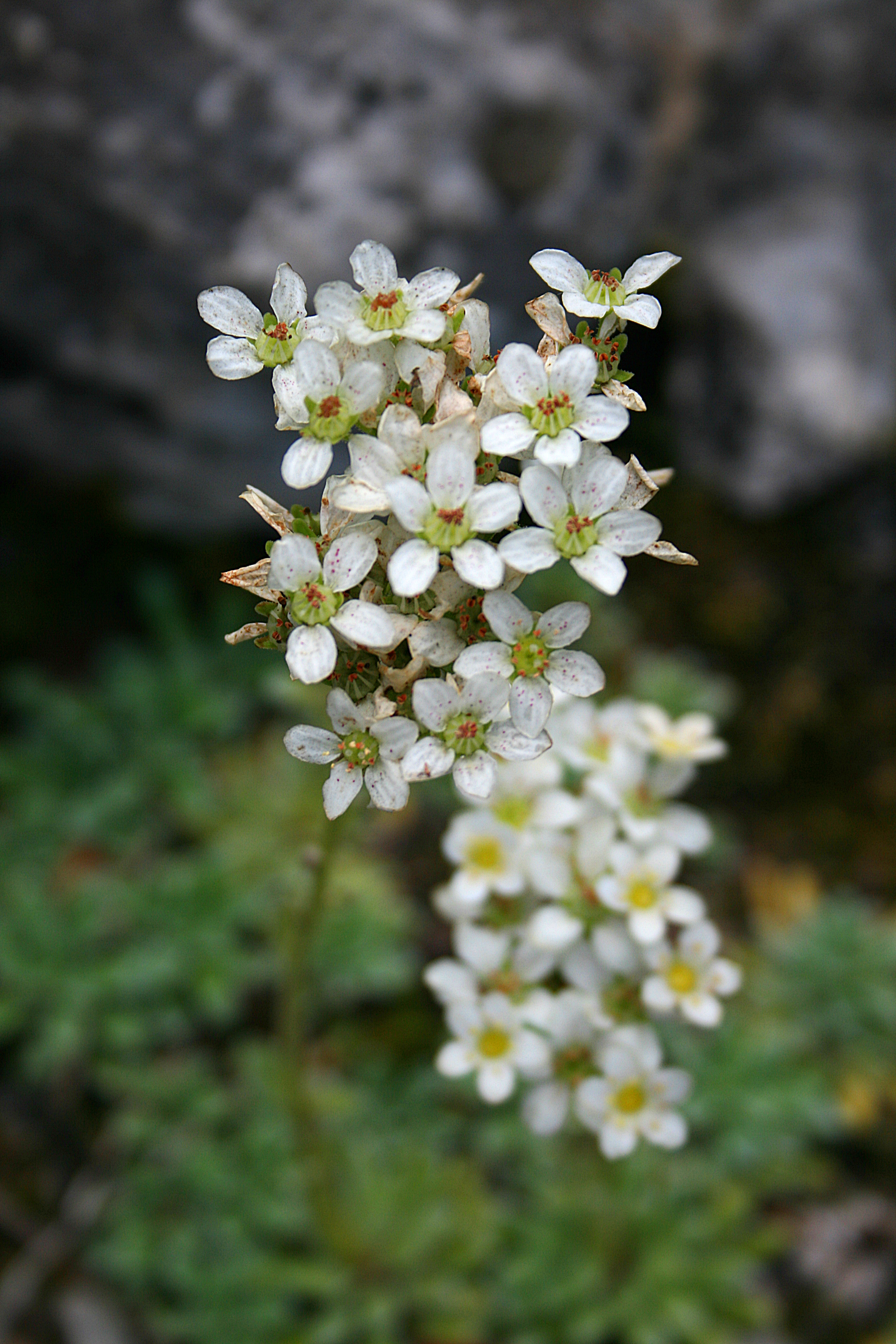
Flores

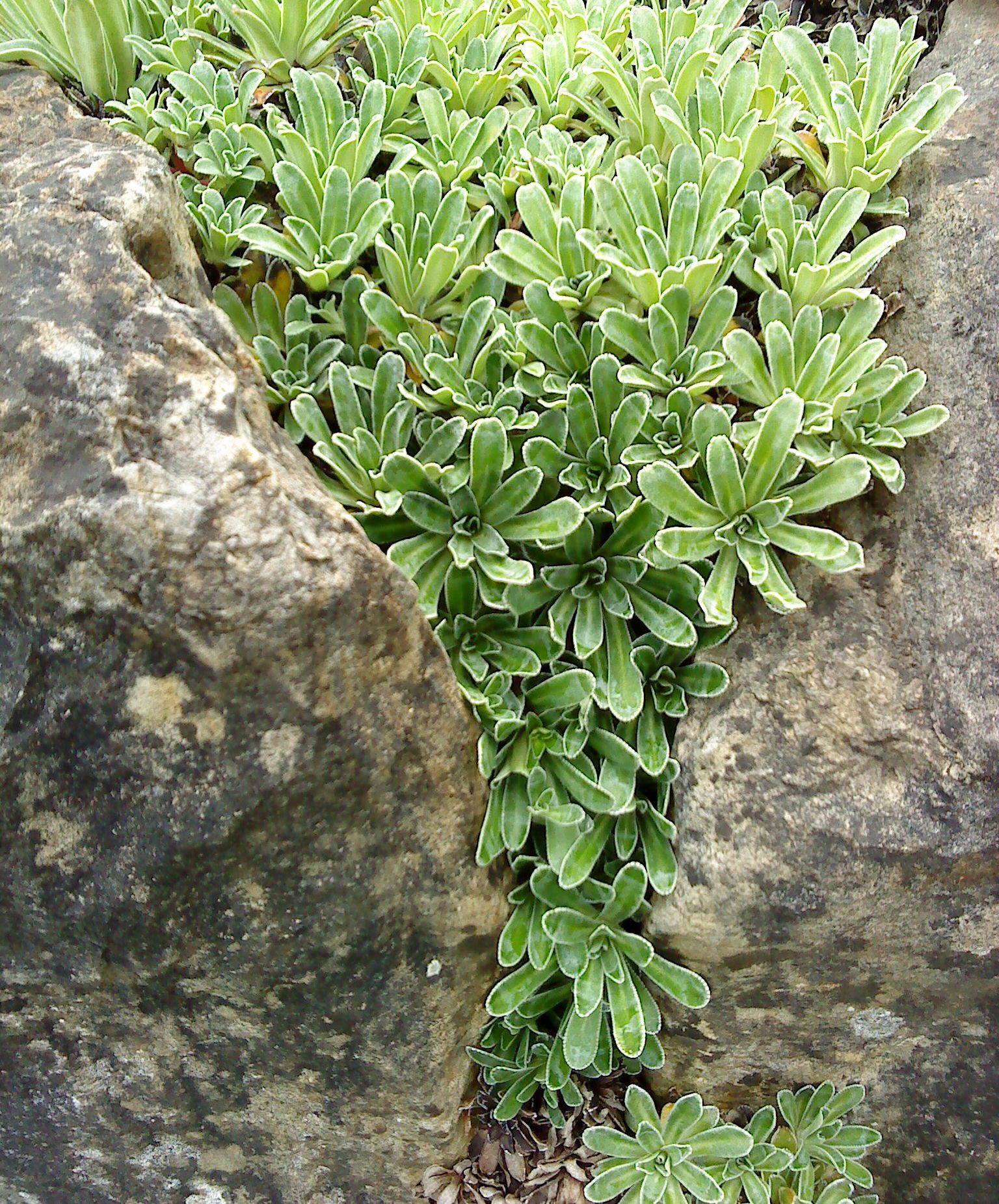
En su hábitat

## Descripción
Saxifraga hostii es un huésped de la roca triturada, es una planta perenne, cespitosa que forma roseta o un cojín de rosetas con formas cortas a través de corredores subterráneos. Alcanza un tamaño de 20 a 60 centímetros de altura. Las hojas basales son claramente dentadas, 5 a 10 veces más largas que anchas, ligeramente ampliadas hasta la punta, más o menos hacia fuera y miden de 20 a 100 × 4 a 11 mm. La inflorescencia en forma de panícula suele tener (2) 5-12 flores. Los pétalos son de 4 a 8 mm de largo, de color blanco y lunares a veces de color púrpura. El período de floración es de mayo a julio. La especie tiene el número de cromosomas de 2n = 28.

## Distribución y hábitat
La especie se encuentra en los Alpes del Sur y donde se encuentra en las rocas de piedra caliza, en las grietas a una altitud de (400) 1400 - 2500 metros. Aparece además de algunos lugares de Francia y la República Checa (en Praga) naturalizado.

## Taxonomía
Saxifraga hostii fue descrita por Ignaz Friedrich Tausch y publicado en Syll. Pl. Nov. 2: 240 1828.
Etimología
Saxifraga: nombre genérico que viene del latín saxum, ("piedra") y frangere, ("romper, quebrar"). Estas plantas se llaman así por su capacidad, según los antiguos, de romper las piedras con sus fuertes raíces. Así lo afirmaba Plinio, por ejemplo.
hostii: epíteto otorgado en honor del botánico Nicolaus Thomas Host.
Variedad aceptada
- Saxifraga hostii subsp. rhaetica (A.Kern.) Braun-Blanq.

Sinonimia
- Saxifraga altissima A.Kern.
- Saxifraga besleri Sternb.
- Saxifraga elatior Mert. & W.D.J.Koch	[1][2]

Híbridos
- Saxifraga x bellunensis
- Saxifraga x churchillii
- Saxifraga x engleri

Cultivares
- Saxifraga hostii 'Altissima'